# Hora de Omsk
|  | Huso horario     | Nombre local                                                  |
|  | ---------------- | ------------------------------------------------------------- |
|  | UTC +2 (MSK −1)  | Hora de Kaliningrado (EET)                                    |
|  | UTC +3 (MSK)     | Hora de Moscú (MSK)                                           |
|  | UTC +4 (MSK +1)  | Hora de Samara (SAMT)                                         |
|  | UTC +5 (MSK +2)  | Hora de Ekaterimburgo (YEKT)                                  |
|  | UTC +6 (MSK +3)  | Hora de Omsk (OMST)                                           |
|  | UTC +7 (MSK +4)  | Hora de Krasnoyarsk (KRAT) y Novosibirsk (NOVT)               |
|  | UTC +8 (MSK +5)  | Hora de Irkutsk (IRKT)                                        |
|  | UTC +9 (MSK +6)  | Hora de Yakutsk (YAKT)                                        |
|  | UTC +10 (MSK +7) | Hora de Vladivostok (VLAT)                                    |
|  | UTC +11 (MSK +8) | Hora de Magadán (MAGT), Sajalín (SAKT) y Srednekolimsk (SRET) |
|  | UTC +12 (MSK +9) | Hora de Kamchatka (PETT) y Anádyr (ANAT)                      |

La Hora de Omsk (OMST) es una zona horario seis horas por delante del UTC (UTC+6) y tres horas por delante del horario de Moscú (MSK+3). Actualmente sólo está vigente en el Óblast de Omsk.

## Historia
Hasta 1991 el horario de Omsk fue una de las dos zonas horarias usadas en el Asia Central soviética. Además del Óblast de Omsk en la RSFS de Rusia también cubría los dos tercios orientales de la RSS de Kazajistán, la totalidad de la RSS de Kirguistán y la RSS Tayikistán y la zona oriental de la RSS de Uzbekistán.
Durante dos años después del colapso de la Unión Soviética, el Óblast de Omsk permaneció como la única región rusa en este huso horario. Los nuevos estados independientes de Asia Central dejaron de usar el horario de verano, mientras que Uzbekiztán y Tayikistán además atrasaron una hora hasta el UTC+5.
En las décadas de 1990 y 2000 Rusia experimentó un ajuste horario en todo el país lo que provocó que las regiones de Siberia Occidental que habían heredado el horario MSK+4 se ajustasen al MSK+3, luego se guiaban por la hora de Omsk.
En 2011 el gobierno ruso, con Dimitri Medvédev como presidente, decretó que se fijaría el horario de verano como el fijo para todo el año, por tanto la hora de Omsk se fijó en UTC+7 hasta 2014, año en el que el gobierno ruso, esta vez con Vladímir Putin en el cargo, decidió usar el horario de invierno como el horario fijo anual, pero el Óblast de Kémerovo decidió seguir usando el UTC+7 y por tanto guiarse por la hora de Krasnoyarsk.
En 2016, el Krai de Altái, la República de Altái, el Óblast de Tomsk y el Óblast de Novosibirk adoptaron la hora de Krasnoyark.